# Parlatoria theae
Parlatoria theae är en insektsart som beskrevs av Cockerell 1896. Parlatoria theae ingår i släktet Parlatoria och familjen pansarsköldlöss. Inga underarter finns listade i Catalogue of Life.